# Nigo
Tomoaki Nagao bedre kendt som NIGO (født 23. december 1970) er en japansk dj og modedesigner, der har grundlagt tøjmærket 'A Bathing Ape' også kendt som (BAPE). Han er desuden medejer af Pharrell Williams' Billionaire Boys Club og hoveddesigner i tøjmærkerne Kenzo (en) og Ice Cream.
Den 1. februar 2011 solgte Nigo 'A Bathing Ape' til det Hong Kong-baserede modekonglomerat I.T Group, der købte 90.27 % af tøjmærket for $21,850,000 HKD (omkring 17,4 mio. danske kroner). NIGO blev i rollen som 'Creative Director' for mærket de følgende to år. Efter at have solgt BAPE startede NIGO et nyt limited edition vintage tøjmærke, Human Made. Siden september 2021 har Nigo været chefdesigner for det franske luksusmærke Kenzo.

## Historie
NIGO voksede op med en far og mor, der begge arbejdede meget, hvilket gjorde, at han brugte lang tid på at lege med legetøj. Dette skulle senere inspirere ham til at arbejde med designerlegetøj. Ideen til BAPE kommer blandt andet fra hans kærlighed til filmen Planet of the Apes. Musikalsk var han i en tidlig alder inspireret af Elvis Presley, The Beatles, Beastie Boys og Run-D.M.C. Efter at have studeret moderedigering i college, arbejdede han som editor og stylist for Popeye magazine. Han lånte 4 millioner yen til at åbne sin første butik, Nowhere, den 1. april 1993 i Harajuku, Tokyo. Han startede senere sit eget tøjmærke, A Bathing Ape, som han gav navn efter 1968-udgaven af Planet of the Apes. Ifølge NIGO er BAPE en reference til "En badende abe i lunkent vand" da japanere typisk bader i varme bade med en temperatur på over 40 grader celsius. Det er ironisk en reference til den dovne unge generation af japanere, der er BAPE's egne købere. For at give brandet omtale gav han T-shirts til den japanske producer og kunstner Cornelius. I to år producerede han 30 til 50 T-shirts om ugen, hvor han solgte den ene halvdel og gav den anden til sine venner. I 1999 udgav NIGO sit debutalbum Ape Sounds under Mo'Wax med producer og DJ James Lavelle.

## Modebaggrund
NIGO startede i en lille butik med at sælge få BAPE T-shirts og hættetrøjer med camouflageprint, hvilket blev populært blandt teenagers i Japan. NIGO udgav sine Bapesta-sneakers, hvilket ifølge Jonathan Ross blev indbegrebet af sneakersamlerers fodtøj. Bapesta har på siden af skoen deres logo, hvilket minder om Nikes swoosh, men med et lyn samt en stjerne. BAPE ses af mange som svært at få fat på, da man kun kan købe det i enkelte eksklusive street couture butikker i Europa som Colette i Paris samt Storm i København. NIGO hjalp Pharrell Williams med at starte sine to streetwear brands Billionaire Boys Club (BBC) og Ice Cream. Han er kreativ direktør for Uniqlos UT brand samt Kenzo.

## Musikalsk baggrund
NIGO er tit sat i sammenhæng med populære artister som Kanye West, Kid Cudi, ASAP Rocky, Big Sean, Pharrell osv. Han er DJ i den populære japanske hip hop-gruppe Teriyaki Boyz der består af Ilmari og Ryo-Z fra Rip Slyme samt Verbal der også er designer fra M-Flo og Wise. Deres debutalbum Beef or Chicken? udgivet af Def Jam Recordings og (B)APE Sounds er produceret af kendte rap- og electronicaproducerer som Daft Punk, DJ Premier, Just Blaze, The Neptunes, Mark Ronson, Cornelius, Beastie Boys, Cut Chemist, DJ Shadow og Jermaine Dupri. Deres første single "HeartBreaker" er produceret af Daft Punk og består af elementer fra Daft Punks sang "Human After All. Gruppen har senere arbejdet sammen med rap-artister som Kanye West, Jay-Z, Pharrell, Chris Brown, Busta Rhymes og Big Sean på deres singles. De havde to sange med på soundtracket til filmen The Fast and the Furious: Tokyo Drift; titelnummeret "Tokyo Drift (Fast and the Furious)" og "Cho L A R G E" med Pharrell, som senere også blev udgivet på deres debutalbum. NIGO ejer sit eget pladeselskab BAPE sounds. Han har et TV-show, Nigoldeneye, for MTV Japan.

## Andet
- NIGO snakker næsten ikke engelsk. Han bruger en tolk hver gang han laver et interview.
- NIGO vandt i 2005 en Style Award i MTV Asia Awards.
- NIGO medvirker i den japanske kunstner Takashi Murakamis kortfilm "Akihabara Majokko Princess" vist til "Pop Life" udstillingen på TATE Modern Gallery i London.
- NIGO holdt i 2014 en auktion han kaldte "Nigo Only Lives Twice" hvor han solgte meget sjældne ting fra hans egen store samling af kunst, møbler, design og tøj. Auktionen solgte meget sjældne ting fra NIGO's ven den populære New York-kunstner KAWS samt en masse sjældent Louis Vuitton. Auktionen endte med at give $4,541,512.60 (omkring 28.069.726,93 kr.) specielt på grund af KAWS "Companion" series.

## Diskografi

### Studiealbums
| Titel                            | Albumdetaljer                                                    | Højeste placering Japan | Salg Japan |
| -------------------------------- | ---------------------------------------------------------------- | ----------------------- | ---------- |
| Ape Sounds                       | Udgivet 1999 af Toy's Factory                                    |                         |            |
| Shadow Of The Ape Sounds         | Udgivet 2000 af Toy's Factory                                    |                         |            |
| Shadow Of The Ape Sounds Remixes | Udgivet 2000 af Toy's Factory                                    |                         |            |
| Ape Sounds Remix                 | Udgivet 2001 af Toy's Factory]                                   |                         |            |
| Teriyaki Boyz: Beef or Chicken?  | Udgivet den 16. november 2005 af Def Jam Japan og (B)ape Sounds. | 4                       | 101,000    |
| Ni-Golden-Hits                   | Udgivet 2006 af Toy's Factory                                    |                         |            |
| Teriyaki Boyz: Serious Japanese  | Udgivet den 28. januar 2009 af Def Jam Japan og (B)ape Sounds.   | 3                       | 44,000     |

### Mixtapes
| Titel                             | Albumdetaljer | Højeste placering Japan | Salg Japan |
| --------------------------------- | --- | ----------------------- | ---------- |
| Teriyaki Boyz: Delicious Japanese | Mixtape og videoalbum med klip fra Do You Like Japan? tour Udgivet den 2. december 2009 af Def Jam Japan og (B)ape Sounds | 41                      | 5,000      |